# Contaminació lumínica

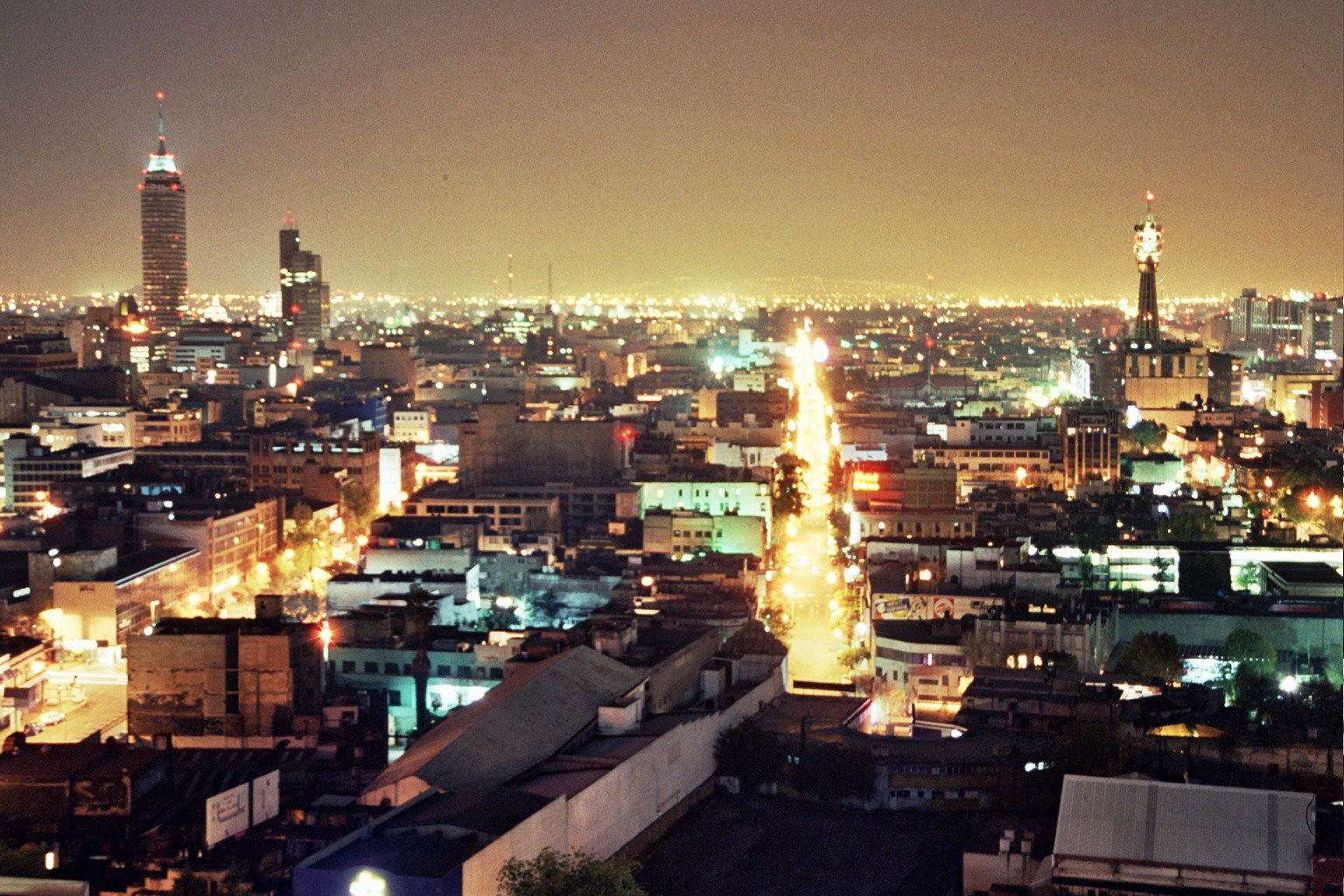
Ciutat de Mèxic de nit, amb el cel il·luminat per la contaminació lumínica. Any 2005.

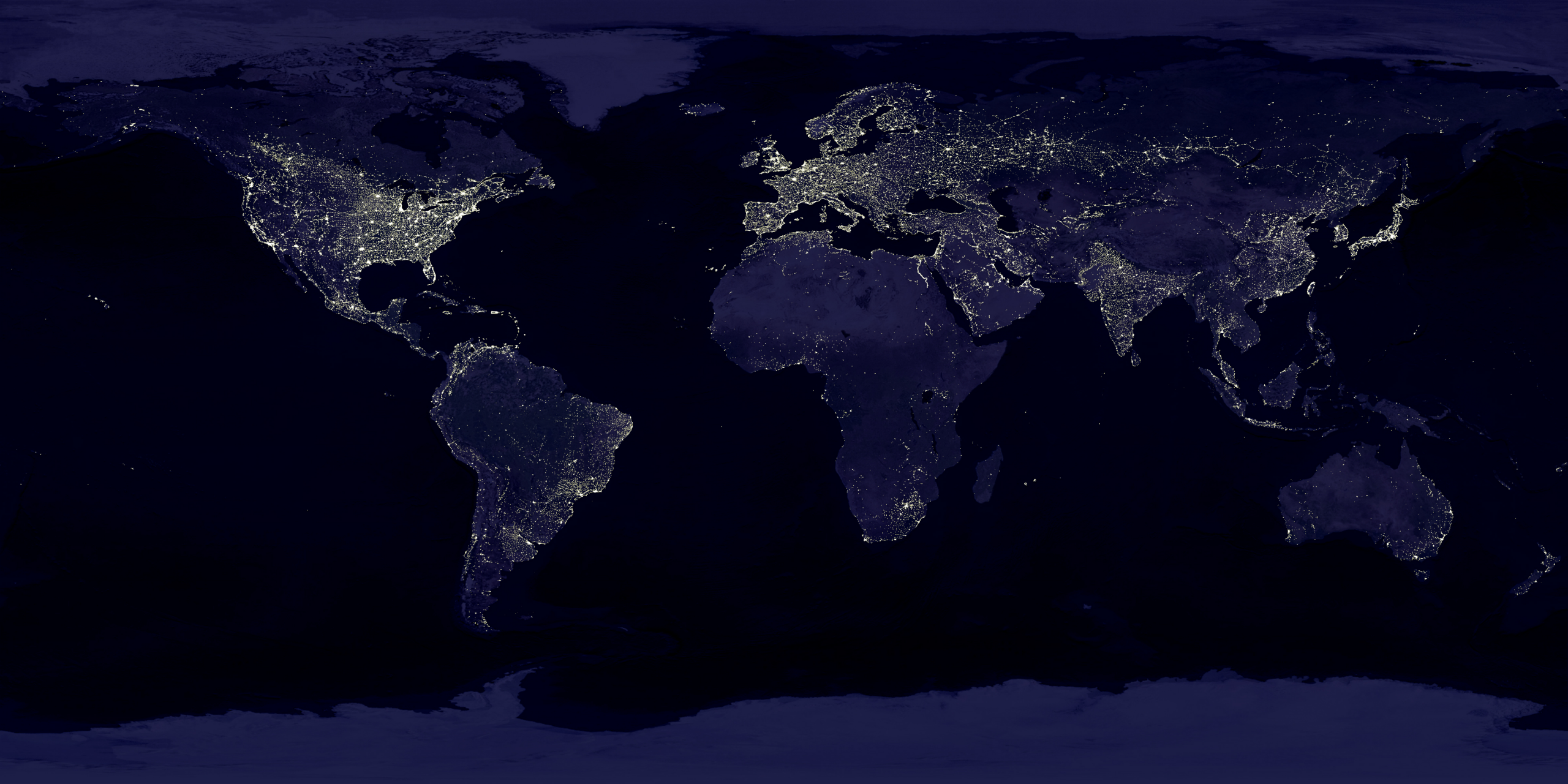
Vista nocturna de la Terra

La contaminació lluminosa és l'emissió de flux lluminós de fonts artificials nocturnes en intensitats, direccions o rangs espectrals innecessaris per a la realització de les activitats previstes en la zona en què s'han instal·lat els llums.
Sovint es detecta com la brillantor del cel produïda per la mala qualitat de l'enllumenat exterior, tant públic com privat. L'ús de lluminàries inadequades, que envien el flux lluminós directament cap al cel o fora de la zona a il·luminar, i els excessos d'il·luminació, són la causa principal de la contaminació lumínica. La baixada del preu de les làmpades d'estat sòlid (LED) a baix consum, en lloc de contribuir a un estalvi d'energia, ha provocat una augmentació de la pol·lució lluminosa, com que sembla que l'home és addicte a la lum.
La Gran Enciclopèdia Catalana defineix la contaminació lluminosa com l'augment del fons del cel nocturn a causa de la dispersió de llum procedent de la il·luminació artificial.

## Efectes
Les conseqüències més destacables són:
- ecològiques: La introducció de llum modifica el paisatge, els hàbitats i la conservació de la biodiversitat. És una agressió al fràgil ecosistema nocturn.[3] Certs animals, com les papallones de nit (Noctua, petit paó de nit, borinot de les corretjoles, entre altres), són molt sensibles a la contaminació lluminosa, car els llums i fanals públics els atreuen i desorienten molt a la nit.

- el malbaratament de recursos energètics i econòmics: L'enllumenat consumeix grans quantitats d'energia. Il·luminar en excés o cap al cel innecessàriament, és llençar tones d'energia i per conseqüència, els diner corresponents.

- sobre la salut humana: La il·luminació sobre el cos humà durant 24 hores inhibeix la producció de l'hormona melatonina,[3] efecte provocat sobretot per la llum blanca.

- culturals: La pèrdua del cel estelat, declarat per la UNESCO patrimoni de la Humanitat i origen de la civilització, reflectit en els mites, cosmogonia, ciència i filosofia de les societats humanes.[4]

## Com combatre-la
Per combatre la contaminació lluminosa, cal disposar d'una il·luminació racional per aquelles activitats que ho requereixin, i protegir aquells ambients que són especialment sensibles als seus efectes.
El Parlament de Catalunya va dotar a Catalunya de la Llei 6/2001, de 31 de maig, d'ordenació ambiental de l'enllumenat per a la protecció del medi nocturn, amb la finalitat de mantenir, al màxim possible, les condicions naturals de la nit en benefici de les persones, de la fauna, de la flora i dels ecosistemes en general, de promoure l'eficiència energètica de la il·luminació exterior, d'evitar la intrusió de llum artificial a l'entorn domèstic i al medi, i de prevenir i corregir els efectes pertorbadors de la contaminació lluminosa sobre els ecosistemes i la visió del cel.
Segons la normativa vigent per a la protecció contra la contaminació lluminosa, a Catalunya es consideren quatre zones en funció de la seva protecció contra aquesta
- zones E1: grau de protecció màxima. Comprèn el territori situat en espais naturals protegits.
- zones E2: grau de protecció alta.
- zones E3: grau de protecció moderada. Àrees de sòl urbanitzat o urbanitzable.
- zones E4: grau de protecció menor. Inclou les àrees en sòl urbà d'ús intensiu a la nit en activitats i carreteres principals.

A nivell tècnic, calen bones pràctiques per part dels professionals de la il·luminació per reduir la contaminació lluminosa. Seguint els criteris següents, es pot avançar en la seva prevenció:
- instal·lar enllumenat que mai emeti llum per sobre del pla horitzontal (és a dir, evitar il·luminar el cel).
- no sobreil·luminar el sòl i guiar-se pels nivells màxims recomanats per les guies nacionals i internacionals del sector (en defecte de normativa al respecte).
- evitar les làmpades d'espectre ampli (les que emeten llum blavosa).

El Reial Decret 1890 de 2008 aprova el Reglament d'eficiència energètica en instal·lacions d'enllumenat exterior i les seves instruccions tècniques complementàries EA-01 a EA-07, estableix en la ITC-EA-03 unes condicions tècniques en les instal·lacions d'il·luminació exterior, a fi de limitar la resplendor lluminosa nocturna o contaminació lluminosa/lumínica i reduir la llum intrusa o molesta.